# Justicia soliana
Justicia soliana är en akantusväxtart som beskrevs av Standley. Justicia soliana ingår i släktet Justicia och familjen akantusväxter. Inga underarter finns listade i Catalogue of Life.